# Kalocsa vasútállomás
Kalocsa vasútállomás a MÁV vasútállomása a Bács-Kiskun vármegyei Kalocsa városban. A vasútállomást a MÁV 153-as számú Kiskőrös–Kalocsa-vasútvonala érinti.

## Vasútvonalak
A megállóhelyet az alábbi vasútvonalak érintik:
- Kiskőrös–Kalocsa-vasútvonal

## Kapcsolódó állomások
A megállóhelyhez az alábbi állomások vannak a legközelebb:
- Szakmár megállóhely (Kiskőrös–Kalocsa-vasútvonal)

## Története
Az állomás 1882-ben épült a Kiskőrös–Kalocsa-vasútvonallal együtt.[forrás?]
A személyszállítás 2007. március 4-én leállt.
A teherforgalom viszont rendszeres, 2011-ben egy kb. 4 km hosszú iparvágány is épült a Foktői növényolajgyárhoz innen.

## Megközelítés
Az állomás közúti megközelítését a kalocsai Vasút utca biztosítja.